# Шведска на Светском првенству у атлетици у дворани 2016.
Шведска је на 16. Светском првенству у атлетици у дворани 2016. одржаном у Портланду од 17. до 20. марта учествовала шеснаести пут, односно учествовала је на свим првенствима до данас. Репрезентацију Шведске представљало је 8 такмичара (3 мушкарца и 5 жена), који су се такмичили у 7 дисциплина (3 мушке и 4 женске).,
На овом првенству Шведска није освојила ниједну медаљу. Такмичари Шведске оборили су 2 лична рекорда и поставили 4 најбоља лична резултата сезоне. У табели успешности према броју и пласману такмичара који су учествовали у финалним такмичењима (првих 8 такмичара) Шведска је са 1 учесником у финалу делила 33. место са 5 бодова.
| Плас. | Земља   | 1. место | 2. место | 3. место | 4. место | 5. место | 6. место | 7. место | 8. место | Бр. финал. | Бод. |
| ----- | ------- | -------- | -------- | -------- | -------- | -------- | -------- | -------- | -------- | ---------- | ---- |
| =33.  | Шведска | 0        | 0        | 0        | 0        | 1        | 0        | 0        | 0        | 1          | 5    |

## Учесници
| Мушкарци: - Одајн Росе — 60 м - Андреас Крамер — 800 м - Петер Олсон — Седмобој | Жене: - Ловиса Линд — 800 м - Сара Лахти — 1.500 м - Софи Ског — Скок увис - Ерика Кинси — Скок увис - Кади Сагнија — Скок удаљ |  |

## Резултати

### Мушкарци
| Атлетичар      | Дисциплина | Лични рекорд | Квалификације | Квалификације | Полуфинале           | Полуфинале           | Финале               | Финале       | Детаљи |
| Атлетичар      | Дисциплина | Лични рекорд | Резултат      | Место         | Резултат             | Место                | Резултат             | Место        | Детаљи |
| -------------- | ---------- | ------------ | ------------- | ------------- | -------------------- | -------------------- | -------------------- | ------------ | ------ |
| Одајн Росе     | 60 м       | 6,62         | 6,69          | 4. у гр. 4    | Није се квалификовао | Није се квалификовао | Није се квалификовао | 26 / 53 (56) |        |
| Андреас Крамер | 800 м      | 1:47,85      | 1:49,46       | 4. у гр. 2    |                      |                      | Није се квалификовао | 8 / 15       |        |

#### Седмобој
| Дисциплина   | Петер Олсон Архивирано на веб-сајту (17. јун 2016) | Петер Олсон Архивирано на веб-сајту (17. јун 2016) | Петер Олсон Архивирано на веб-сајту (17. јун 2016) | Петер Олсон Архивирано на веб-сајту (17. јун 2016) | Петер Олсон Архивирано на веб-сајту (17. јун 2016) | Петер Олсон Архивирано на веб-сајту (17. јун 2016) |
| Дисциплина   | Лич. рек.                                          | Рез.                                               | Бод.                                               | Плас.                                              | Укупно                                             | Плас.                                              |
| ------------ | -------------------------------------------------- | -------------------------------------------------- | -------------------------------------------------- | -------------------------------------------------- | -------------------------------------------------- | -------------------------------------------------- |
| 60 м         | 6,98                                               | 7,17                                               | 823                                                | 10.                                                | 823                                                | 10.                                                |
| Скок удаљ    | 7,13                                               | 6,99 ЛРС                                           | 811                                                | 10.                                                | 1.634                                              | 10.                                                |
| Бацање кугле | 14,19                                              | 13,92 ЛРС                                          | 723                                                | 8.                                                 | 2.357                                              | 10.                                                |
| Скок увис    | 2,03                                               | 1,93                                               | 740                                                | 9.                                                 | 3.097                                              | 10.                                                |
| 60 м препоне | 8,06                                               | 8,25                                               | 920                                                | 9.                                                 | 4.017                                              | 10.                                                |
| Скок мотком  | 5,14                                               | 4,80                                               | 849                                                | 7.                                                 | 4.866                                              | 9.                                                 |
| 1.000 м      | 2:39,97                                            | 2:43,85                                            | 831                                                | 7.                                                 | 5.697                                              | 10.                                                |
| Укупно       | 5.904                                              |                                                    |                                                    |                                                    | 5.697                                              | 10 / 10 (11)                                       |

### Жене
| Атлетичарка  | Дисциплина | Лични рекорд | Квалификације | Квалификације | Финале                | Финале      | Детаљи |
| Атлетичарка  | Дисциплина | Лични рекорд | Резултат      | Место         | Резултат              | Место       | Детаљи |
| ------------ | ---------- | ------------ | ------------- | ------------- | --------------------- | ----------- | ------ |
| Ловиса Линд  | 800 м      | 2:02,33      | 2:03,44       | 3. у гр. 2    | Нису се квалификовале | 9 / 17      |        |
| Сара Лахти   | 1.500 м    | 4:12,73      | 4:11,68 ЛР    | 8. у гр. 1    | Нису се квалификовале | 14 / 20     |        |
| Софи Ског    | Скок увис  | 1,94         |               |               | 1,93                  | 5 / 11 (12) |        |
| Ерика Кинси  | Скок увис  | 1,90         | 1,93 ЛР       | 8 / 11 (12)   |                       |             |        |
| Кади Сагнија | Скок удаљ  | 6,66         | 6,08          | 14 / 14 (16)  |                       |             |        |